# Isla del Diablo
La isla del Diablo (en francés Île du Diable) es la más pequeña de las tres islas de la Salvación (en francés Îles du Salut). Localizada a 11 km de la costa de Guayana Francesa, frente a la ciudad Kourou, tiene una extensión de 14 hectáreas (0,14 km²). Sus coordenadas geográficas son: 5°17′N 52°35′O / 5.283, -52.583. La isla fue utilizada como un asentamiento penal de Francia, y es recordado por la inhumanidad con la que eran maltratados los prisioneros.
La isla es rocosa y la cubre una vegetación de selva tropical. Tiene una altitud promedio de 40 metros sobre el nivel del mar. Fue establecida en 1851 por Napoleón III para albergar todo tipo de prisioneros, desde asesinos a criminales políticos. A pesar de que los edificios administrativos se encontraban en Kourou en tierra firme, con el tiempo todo el complejo fue llamado «La isla del Diablo».
Desde 1852 hasta 1938 llegaron más de 80 000 prisioneros, y debido a las terribles condiciones sanitarias de la isla, muchos de ellos no volvieron de allí. La única forma de escapar era por bote, y luego debía superarse una selva impenetrable, por lo que no se sabe cuántos convictos lograron fugarse.
El centro penitenciario fue clausurado en 1946 y la mayoría de los prisioneros regresaron a Francia, aunque algunos decidieron quedarse en la Guayana Francesa.

## Presos destacados
Algunos supervivientes han dejado relatos de los horrores del penal, entre ellos se encuentra:
- Alfred Dreyfus, protagonista del caso Dreyfus y capitán del ejército francés, estuvo allí desde 1895 a 1899, año en que fue perdonado, y finalmente declarado inocente en 1906.
- Henri Charrière, autor de las memorias bautizadas como Papillon.
- René Belbenoit, autor de la novela La guillotina seca (Dry Guillotine), cuya obra ha sido duramente censurada por el gobierno francés, porque vislumbra las atrocidades del sistema penal carcelario de dicho país en la región de Cayena en la Guayana francesa. Se publicó por primera vez en un idioma diferente al del manuscrito original.
- Clément Duval, anarquista.